# Ulrich Roth
Ulrich Roth, conosciuto anche come Uli Jon Roth (Düsseldorf, 18 dicembre 1954), è un chitarrista tedesco, noto in particolare per la sua militanza negli Scorpions durante gli anni settanta.

## Biografia

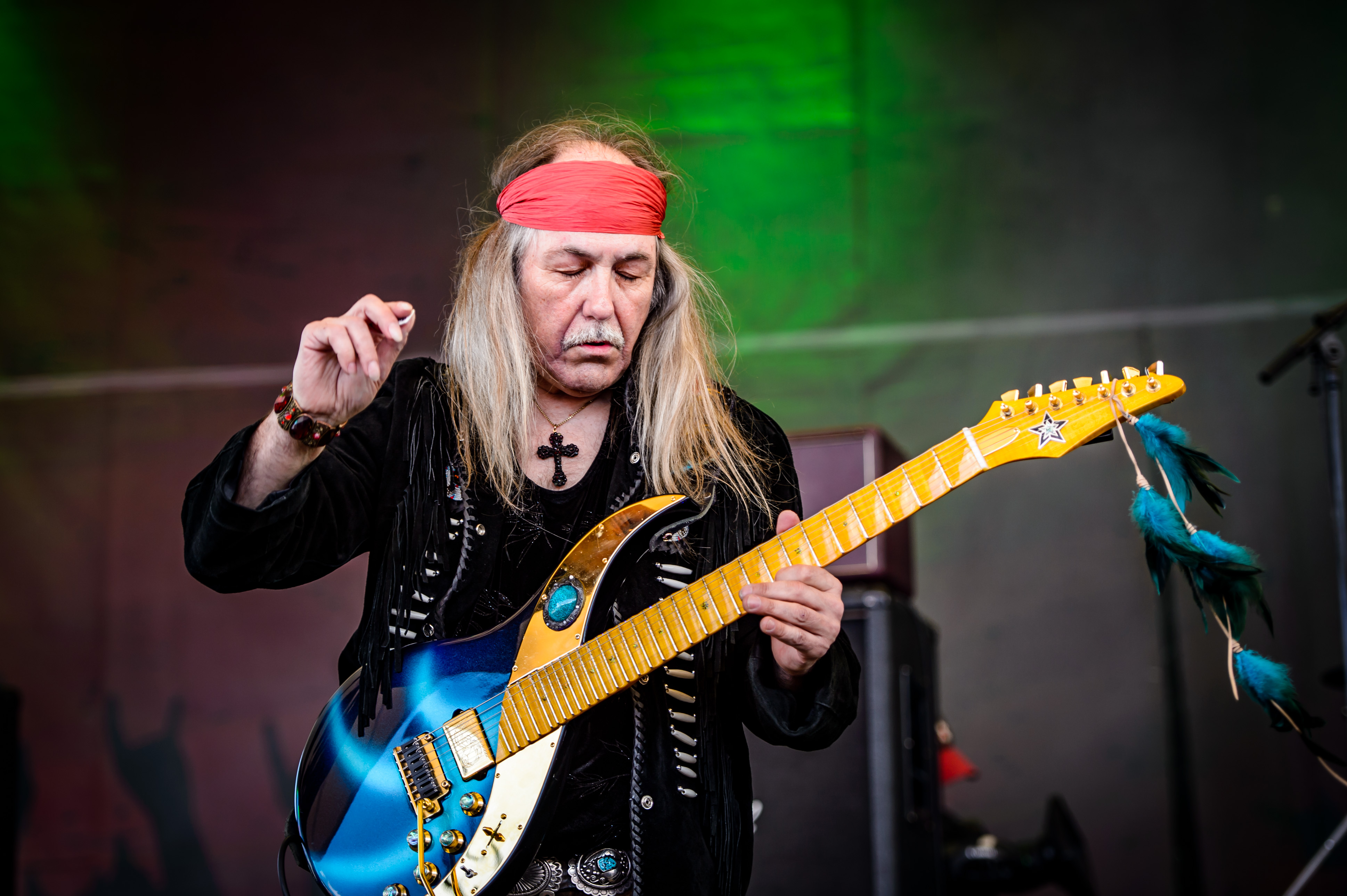
Uli Jon Roth al Rock Hard Festival, 2018

Nei primi anni settanta, Roth entrò a far parte di un gruppo chiamato Dawn Road. Nel 1973 questa band sostanzialmente confluì nella band degli Scorpions, e più in particolare con i due membri rimasti, Rudolf Schenker e Klaus Meine, a seguito della crisi dovuta all'abbandono del chitarrista Michael Schenker, che aveva lasciato il gruppo per unirsi agli UFO. Roth era riconosciuto come un musicista dotato di grande tecnica e fu inserito nel gruppo proprio per le sue incredibili abilità. Con gli Scorpions ha pubblicato cinque album, incluso il live Tokyo Tapes che vendette circa un milione di copie.
Roth compose per gli Scorpions brani altamente influenzati dallo stile di Jimi Hendrix. Insoddisfatto del suo ruolo nel gruppo, lasciò la band nel 1978 per fondarne una sua, gli Electric Sun, che pubblicarono un totale di tre album.
Il primo, intitolato Earthquake (1979), fu dedicato allo spirito di Jimi Hendrix, suo vero e proprio faro guida culturale, di stile ed estetica musicale (e non solo) e presentò una copertina di Monika Danneman, che era stata in precedenza la fidanzata di Hendrix e che in quel periodo era diventata la sua compagna.
Il secondo album, Fire Wind (1981), fu invece dedicato a Anwar al-Sadat, il leader egiziano assassinato perché aveva tentato di riappacificare il Medio Oriente e presentò canzoni come Enola Gay che affrontarono il tema della bomba atomica sul Giappone.
L'ultimo album, intitolato Beyond the Astral Skies, fu dedicato a Martin Luther King e ai fan.
Dopo gli Electric Sun, Roth entrò in una nuova fase creativa e compose quattro sinfonie e due concerti, esibendosi con delle orchestre sinfoniche in giro per l'Europa.
Il 5 aprile 1996 morì suicida la fidanzata di Roth, Monika Dannemann che ispirò Roth in molti dei suoi lavori (la canzone We'll Burn the Sky venne scritta dalla stessa Dannemann assieme a Rudolf Schenker). La donna era rimasta traumatizzata dalla sconfitta legale subita dalla fidanzata di Hendrix, che l'aveva accusata di aver messo in cattiva luce il compagno negli ultimi capitoli di un suo libro. Roth dedicò alla ragazza tutti i suoi successivi lavori.
Il tour europeo del G3 del 1998 lo vide protagonista assieme a Michael Schenker e Joe Satriani. Lo show all'arena Wembley a Londra vide un duetto tra lo stesso Roth e Brian May.
Roth suonò al festival rock a Castle Donington nel 2001, al quale partecipò anche Michael Schenker. Lo spettacolo venne filmato e successivamente distribuito in DVD.

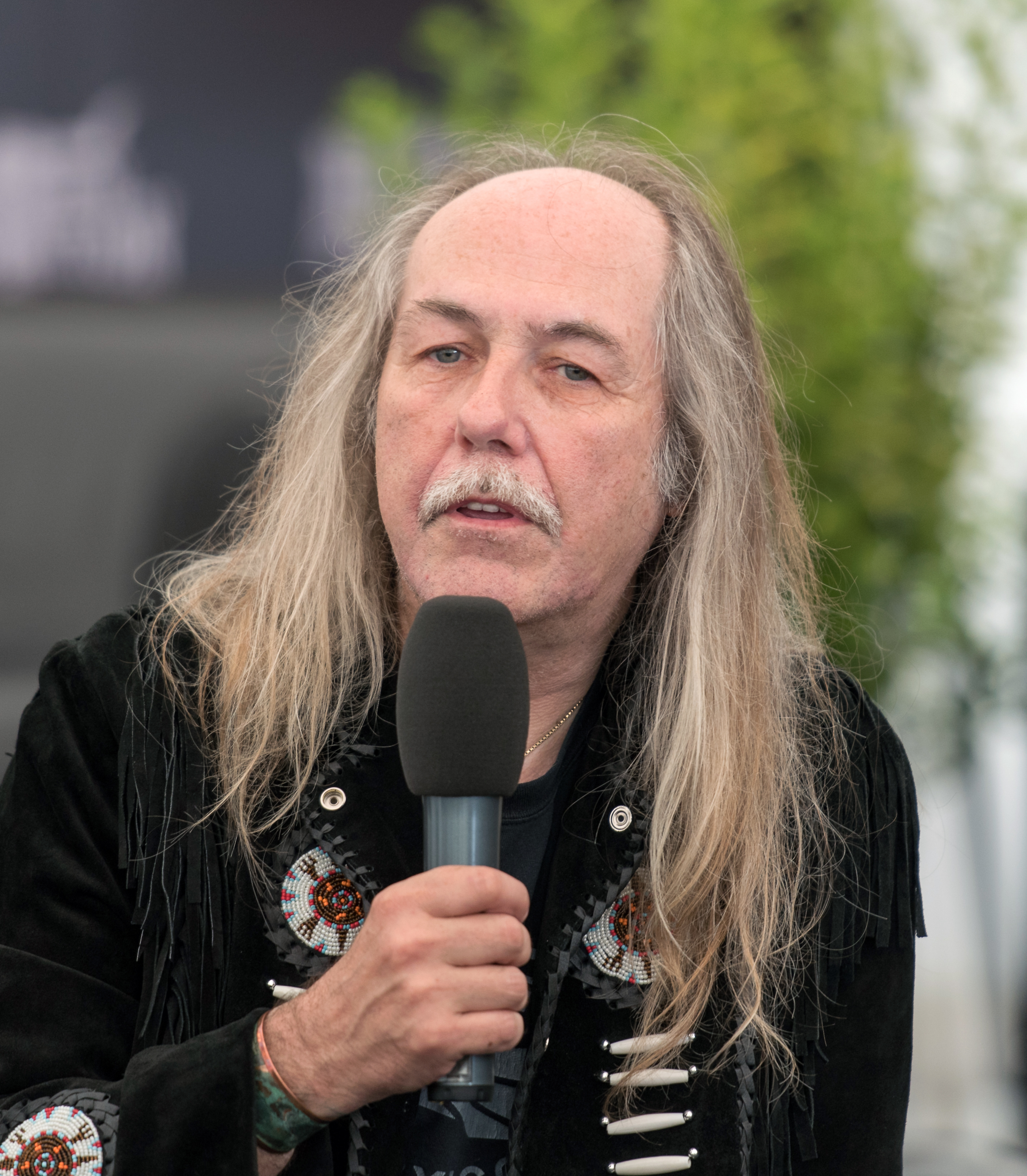
Uli Jon Roth al Wacken Open Air 2017

Roth partecipò nel 2006 al Wacken Open Air, durante la serata organizzata in onore degli Scorpions. Assieme al suo ex gruppo Roth suonò quattro canzoni del periodo in cui militava negli Scorpions, canzoni che non venivano eseguite live con lo stesso chitarrista dal suo addio alla band, datato 1978. Dopo questo concerto, dal quale scaturì un DVD, Roth e gli Scorpions si ritrovarono diverse volte assieme per ripetere l'esperienza.
Nel 2007 si unì per un concerto agli Smashing Pumpkins, prendendo parte alla loro canzone Gossamer. Si esibì nuovamente con loro nel 2008.
Sempre nel 2007, Roth iniziò a lavorare ad un nuovo album in studio, che venne realizzato l'anno successivo. Il titolo scelto è stato Under a Dark Sky, primo di una serie di album di materiale scritto per il suo progetto Sky of Avalon.
Under a Dark Sky venne pubblicato in Giappone il 20 agosto 2008. Le versioni europee ed americane uscirono circa un mese dopo.
Nel 2009 tiene a Roma una nuova edizione del Legends of Rock per raccogliere fondi da destinare alle vittime del terremoto in Abruzzo. Tra gli ospiti vanno ricordati Tobias Sammet, Kai Hansen, Richie Kotzen, Carl Palmer e Kee Marcello.
Nel 2010 partecipa al G-Taranki a fianco di artisti famosi quali Slash, Vinnie Moore e Jennifer Batten.
Nel 2011 ha partecipato al 70000 Tons of Metal, crociera con alcuni tra i più importanti gruppi della scena metal mondiale che si è tenuta a partire dal 24 al 29 gennaio 2011, partendo da Miami, Florida, e terminando a Cozumel in Messico.
Nel 2012 ha partecipato al prestigioso Sunflower Jam, a fianco di artisti quali Brian May, John Paul Jones, Alice Cooper e Bruce Dickinson.

## LeSky Guitar
Nei primi anni ottanta, Roth commissionò la costruzione di alcune chitarre personalizzate con tasti aggiuntivi ad un mastro liutaio, Andreas Demetriou; aggiunse diverse specifiche alla chitarra, creando più modelli: i primi tre erano così configurati: la prima aveva 36 tasti, la seconda 42 e la terza fretless (quest'ultima venne utilizzata nel suo album Beyond the Astral Skies). Particolare l'uso dei tasti scavati, la cosiddetta scalloped fingerboard, opzione introdotta nelle chitarre elettriche da John Mclaughlin e poi adottata da Ritchie Blackmore e, per emulazione da Yngwie Malmsteen, suo grandissimo ammiratore..
Nel 2009 la Dean ottiene i diritti per la realizzazione in numero limitato della Sky Guitar, che così vede per la prima volta una commercializzazione al pubblico.

## Stile
Inizialmente Roth si ispirava ai Beatles, alla Jimi Hendrix Experience e al lavoro di Eric Clapton nei John Mayall & the Bluesbreakers e nei Cream. In seguito rivelerà il suo apprezzamento per altri guitar hero del 1970 come David Gilmour dei Pink Floyd, Ritchie Blackmore dei Deep Purple e Jeff Beck, soprattutto per il suo capolavoro fusion Blow by Blow. Nel 1971 inizia a studiare pianoforte e chitarra classica. Le sue influenze si ampliarono, includendo ora il virtuoso della chitarra spagnola Andrés Segovia e il violinista Yehudi Menuhin.
L'assolo di Roth su "Sails of Charon" degli Scorpions - dall'album Taken by Force - è notevole per l'impressionante velocità, precisione e tecnica. L'assolo mostrava una serie di tecniche classiche, intrecciando  scale armoniche dal suono "mediorientale" e arpeggi rapidi. Da notare che Kirk Hammett dei Metallica citò notoriamente una parte di questo assolo in "Battery", la canzone di apertura di Master of Puppets (1986). Anche Malmsteen ha più volte ammesso di essersi ispirato molto a Roth ed al suo modo di suonare, come evidente nel suo periodo Alcatrazz e nei primi album solisti.
Agli esordi di Roth con gli Scorpions, il suo stile solistico si basava principalmente sulla scala blues, incorporando occasionalmente note di altri modi. Tuttavia, quando la band registrò l'album Virgin Killer, iniziò a incorporare elementi compositivi più avanzati della musica classica europea e arpeggi intricati. A partire da Electric Sun, l'influenza classica cominciò a dominare il suo stile di esecuzione, soprattutto in brani come "Cast Away Your Chains" e "Still So Many Lives Away". Il suo stile è diventato una fusione di rock basato sul blues e sensibilità classica europea. Roth utilizza la pentatonica maggiore e minore, la scala blues, la frigia, la minore armonica, la diminuita e la scala intera.

## Discografia

### Con gli Scorpions
- 1974 - Fly to the Rainbow
- 1975 - In Trance
- 1976 - Virgin Killer
- 1977 - Taken by Force
- 1978 - Tokyo Tapes

### Con gli Electric Sun
- 1979 - Earthquake
- 1981 - Fire Wind
- 1985 - Beyond the Astral Skies

### Come solista
- 1985 - Beyond the Astrals Skies
- 1988 - Metal Masters
- 2008 - Under a Dark Sky
- 2014 - Scorpions Revisited
- 2016 - Tokyo Tapes Revisited

### Altro
- 1987 - Sky Concerto
- 1991 - Aquila Suite - 12 Arpeggio Concert Etudes for Solo Piano
- 1991 - Jimi Hendrix TV special on German TV - Rockpalast - Direttore
- 1992 - Europa ex Favilla - Sinfonia
- 1993 - Symphonic Rock For Europe for German TV - Compositore e direttore
- 1994 - Hiroshima de Profundis - Sinfonia
- 1996 - Sky of Avalon - Prologue to the Symphonic Legends
- 1996/1997/1998 - Requiem for an Angel - dedicato alla memoria della fidanzata morta e di Monika Dannemann
- 1998 - G3 Concert Tour in Europe con Joe Satriani e Michael Schenker
- 2000 - Transcendental Sky Guitar Vol. I & II
- 2000 - Le quattro stagioni di Vivaldi e Detmold Chamber Orchestra
- 2001 - Japan Tour, European Tour
- 2004 - U.S.A. Tour
- 2004 - Tour Europe
- 2006 - Tour U.S.A.
- 2006 - Sky Academy at UCLA
- 2006 - Riunione degli Scorpions

### DVD
- 2000 - The Electric Sun Years Vol. I & II
- 2002 - Legends of Rock at Castle Donington
- 2003 - Metamorphosis of Vivaldi's Four Seasons